# Cooperativa Agrícola Limitada de Oberá
La Cooperativa Agrícola Limitada de Oberá (CALO) es una cooperativa agraria de la ciudad de Oberá, en Argentina. Logró ser una de las principales cooperativas de Misiones y en su época de esplendor contó con 16 sucursales distribuidas en varios puntos de la provincia. También tenía el mayor autoservicio de Oberá con secciones de tienda, ferretería y pinturería. 
Fue intervenida por la Justicia Civil y Comercial en 2005.  Actualmente, solo conserva un molino en Picada Sarmiento y mantiene un reducido grupo de socios. Se dedica a la elaboración y envasado de té, el cual es exportado en un 80% y el restante se comercializa en el mercado local con marca propia. También producen yerba mate, que tiene un tiempo de estacionamiento de 18 meses, y se comercializa en dos marcas: Flor de Oberá y Villa Bonita.

## Historia

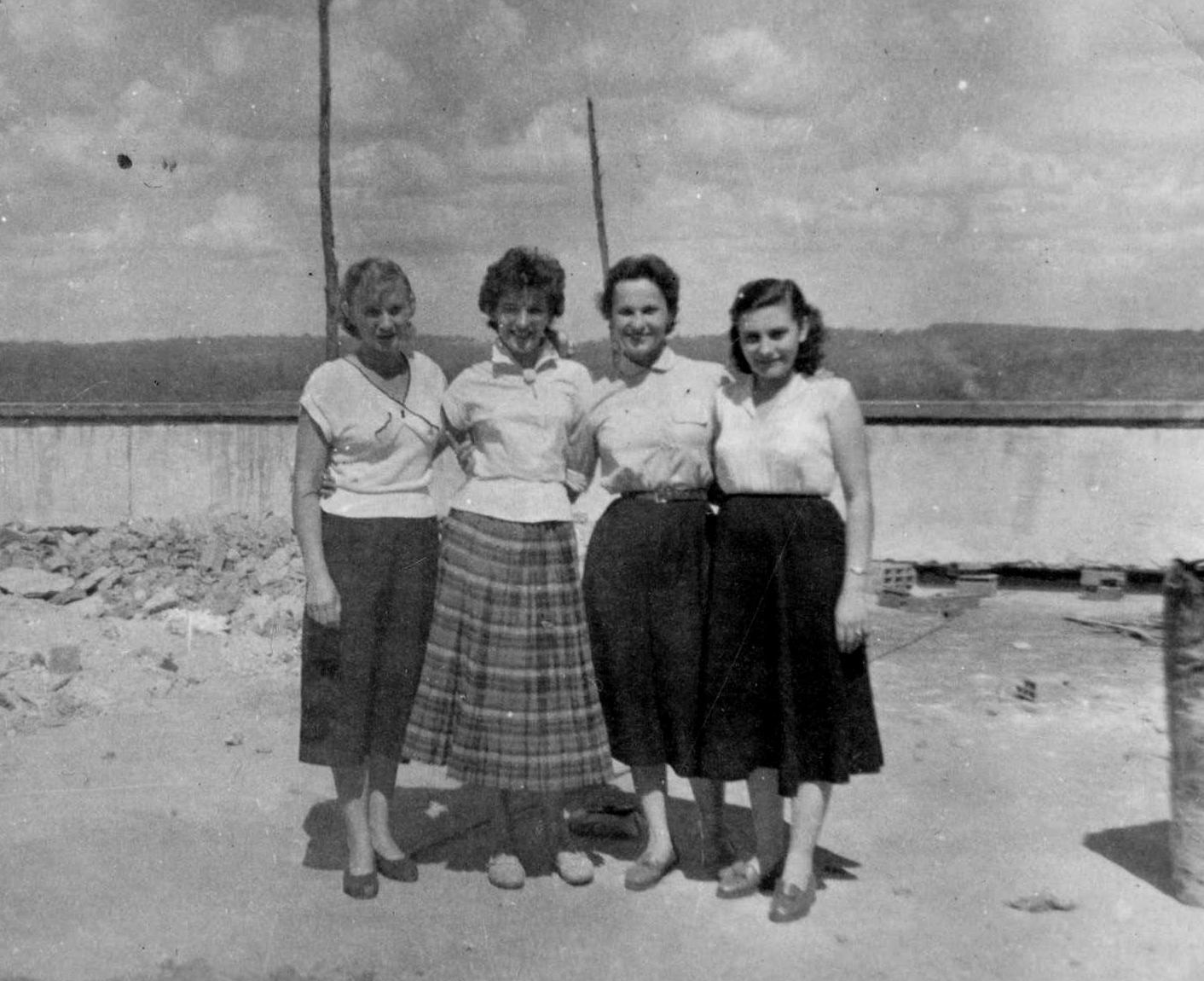
Empleadas de la Cooperativa en la terraza de la Casa Central.

La principal preocupación de los primeros inmigrantes instalados en esta zona de Misiones fue la provisión de comida. Debieron cultivar especies vegetales de rápida obtención como la mandioca, el maíz, el zapallo, la batata, el poroto, la zanahoria y la achicoria, entre otras especies, para poder alimentar a sus familias. El entorno para el cultivo era difícil ya que estaban rodeados de una inmensa selva.
Cuando esta primera necesidad estaba solucionada hubo que empezar a pensar en productos que dieran réditos económicos. Comenzaron en primer lugar con la producción de yerba mate, que si bien se vislumbraba como un gran producto, debían esperar un largo periodo para la primera cosecha y producción.
Las primeras cooperativas en aparecer en Argentina estaban dedicadas al crédito, la producción, el consumo, la ayuda mutua y la vivienda. Algunas de ellas tuvieron grandes crecimientos, pero otras como las de crédito, debido a las continuas crisis económicas, terminaron cerrando.

### Primeros desafíos
Los primeros desafíos que enfrentaron los habitantes de Oberá estuvieron relacionados con la producción y comercialización de la yerba mate. 
En la provincia no existían caminos ni medios de transportes en condiciones adecuadas para transportar el producto. Los centros de distribución y consumo estaban alejados de los campos de los productores. Para que sea rentable, se necesitaba transportar grandes cantidades de yerba, lo que era imposible para un solo productor por separado. La yerba canchada, que pasó las etapas iniciales de secado y trituración, era almacenada en galpones precarios y quedaba expuesta al deterioro.
Basándose en experiencias exitosas de cooperativismo en Argentina junto a conocimientos que traían de Europa, algunos productores vieron a esta doctrina de ayuda mutua como una solución para la venta de sus productos.

### Creación de la Cooperativa
El 17 de noviembre de 1929, los inmigrantes Carlos Peterson y Adolfo Lindstrom lograron reunir a un grupo de colones en el Hotel Regina de Oberá, ubicado en Avenida Sarmiento, casi Estrada. Estuvo presente en esta reunión el Ingeniero Agrónomo Miguel Fasola Castaño, delegado del Ministerio Nacional del Agro. Fue así que nació la "Sociedad Yerbatera Cooperativa Limitada Yerbal Viejo de Industrialización, Venta y Crédito", que más adelante cambió su nombre al de "Cooperativa Agraria Mixta
Limitada de Oberá".
Cada socio debió comprar como mínimo una acción de $50 pesos moneda nacional. El primer Consejo de Administración estuvo integrado por:
- Presidente: Adolfo Lindstrom
- Vicepresidente: Carlos Peterson
- Secretario: Juan José Ferro
- Tesorero: Carlos Lindstrom
- Vocales Titulares: Gustavo Anderson, Leo Lutz, Carlos Emilio Kingren, Luis Mather y Hilmes Kallsten.
- Vocales suplentes: Ernesto Bárbaro, Virgilio Marín, Frans G. Nilsson y Magnus Sand.

### Primeras actividades
Entre las primeras actividades de la Cooperativa estuvo la venta de yerba mate. Los primeros socios consiguieron recolectar 280.000 kilos de yerba. De esa cantidad solo se pudieron vender 73.000 kg, equivalente al 3,85% de la producción. En Posadas no había interés en adquirir la yerba. Entonces, se intentó abrir mercados con Buenos Aires y Rosario, pero tampoco se obtuvieron resultados positivos.
En 1930, la Dirección General de Tierras de la provincia de Misiones vende por $150 pesos moneda nacional un lote  sobre la Avenida Sarmiento y calle Buenos Aires. Gracias al material provisto por los socios a manera de préstamo, se consigue construir la primera sede propia de la Cooperativa, un edificio de madera de 6x5 metros.
El 30 de marzo de 1930 se realiza por primera vez la reunión en este local y en 1931 son renovadas por primera vez sus autoridades. Se aprovecha también para registrar las marcas propias de la Cooperativa: "Flor de Oberá", "Reina de Oberá" y "Cooperación". Es nombrado Ludvic Mathai como primer gerente con un sueldo base de $100 pesos fuertes, el cual luego fue rebajado a $80 por problemas económicos.
En 1937, el nuevo estatuto cambia el nombre de la organización al de "Cooperativa Agrícola Limitada de Oberá", el cual mantiene actualmente.

### Sección consumo
El 7 de febrero de 1940 se habilita la "Sección Consumo" con la apertura de la Casa Central. El primer autoservicio funciona en una propiedad prestada por el socio Basilio Lutz que se ubicaba en la intersección de las calles Santa Fe y 9 de Julio. Su primer empleado fue Norberto Daram. Al mismo tiempo fue abierta la sucursal n°1 de la Cooperativa en la localidad de Colonia Alberdi, a 15 kilómetros de Oberá.
El autoservicio llegó a ser el más importante de Oberá con secciones de tienda, ferretería y pinturería. Fue el principal sustento económico de la Cooperativa, ya que de aquí se usaban los recursos para mantener a la "Sección Producción". El principal problema fue que estos recursos en vez de ser usados para reponer mercadería, fueron destinados a salvar a otros sectores deficitarios.

### Cooperativa Tealera
En 1940 a través de una empresa privada se realizaron estudios en plantines de té en las localidades de Campo Viera y Campo Grande. Como los resultados fueron positivos, surgió la idea de formar una Cooperativa Tealera. 
El 18 de marzo de 1961 es inaugurado el primer secadero de té de la Cooperativa en un acto que tuvo la presencia del presidente Arturo Frondizi, el obispo Monseñor Jorge Kemerer y los gobernadores de las provincias de Corrientes y Entre Ríos.
A partir de 1973 se habilitan los secaderos de Panambí, Los Helechos y Alberdi. La comercialización queda sujeta a la demanda y los precios internacionales del té. 
Actualmente la Cooperativa solo mantiene el secadero de Picada Sarmiento y las ventas son gestionadas por medio de la Federación de Cooperativas Agrarias de Misiones, teniendo como destino principal a Chile y al Mercado Común Europeo.

### Declive y decadencia
El autoservicio quebró porque se utilizaba como fuente de financiamiento para cubrir otros sectores en lugar de reponer mercadería. La hiperinflación de finales de los años 80 representó otro gran obstáculo y en 1992 las deudas previsionales e impositivas hacían tambalear a la entidad.
Para 1997, ya habían cerrado 15 de las 16 sucursales, y el supermercado de la sede central también bajó sus persianas definitivamente. 
En agosto de 2005, la Cooperativa fue intervenida por orden del juez Civil y Comercial de Oberá, Dr. Julio Skanata. Se debieron refinanciar las deudas con el Club de Bancos y gracias al apoyo del Gobierno se logró superar la crisis.
El edificio de la Casa Central de la Cooperativa fue vendido, pero aún mantiene la fachada tradicional, testimonio visible de su época de esplendor.

## Productos
El primer producto que se comercializó en la Cooperativa fue la yerba mate. Más tarde se sumaron el té, el tabaco y el aceite de tung. También algunas esencias aromáticas como la menta, la citronela y el lemongrass. Además, se trabajó con la miel y cera de abejas, algunos cítricos, el tomate, el durazno y el girasol.
Actualmente, la Cooperativa solo conserva un molino en Picada Sarmiento y mantiene un reducido grupo de socios. Se dedica a la elaboración y envasado de té, el cual es exportado en un 80% y el restante se comercializa en el mercado local. También tienen una reducida producción de yerba mate, que dejan estacionar por 18 meses y la comercializan con las marcas "Flor de Oberá" y "Villa Bonita".

## Casa Central
En 1930, se le compró un lote a la Dirección General de Tierras de la provincia de Misiones por $150 pesos moneda nacional sobre la Avenida Sarmiento y calle Buenos Aires. En el es construido un edificio de madera de 6x5 metros.
En noviembre de 1954, durante los festejos de las Bodas de Plata, se decide construir un nuevo edificio en material. Las obras comenzaron en abril de 1955 y concluyeron en 1958. Durante mucho tiempo fue el edificio más alto de Oberá, tuvo el primer ascensor, el primer pozo perforado y la primera computadora. Sus revestimientos eran de mármol y el costo total de su construcción ascendió a m$n 5.000.000.

## Sucursales
Con la suma de socios de lugares más alejados de Misiones, aparecieron dificultades para recibir insumos y artículos básicos. Debido a esta razón solicitan la apertura de sucursales en sus localidades. En algunos casos, la única manera de poder llegar era a través de aviones tipo Piper. Los viajes entre Oberá requerían pasar noches en medio de la selva y se demoraba varios días en alcanzar lugares como El Soberbio o Colonia Aurora.
La Cooperativa Agrícola llegó a contar con 16 sucursales distribuidas en diferentes puntos de la provincia, de las cuales hoy no queda ninguna. Las mismas eran:
1. General Alvear
2. Picada San Martín
3. Campo Viera
4. 25 de Mayo
5. Villa Bonita
6. Gral. Alvear
7. Colonia Alberdi
8. Campo Grande
9. Colonia Aurora
10. San Vicente:
11. El Soberbio
12. Campo Grande (Ruta 105)
13. Cerro Moreno
14. Dos de Mayo
15. Pindaití
16. Colonia Alicia